# Walter Smith (Fußballspieler)
Walter Ferguson Smith OBE (* 24. Februar 1948 in Lanark, Schottland; † 26. Oktober 2021) war ein schottischer Fußballspieler und -trainer. In seiner aktiven Zeit spielte er auf der Position des Verteidigers.

## Karriere als Aktiver

### Jugend
Walter Smith wurde in Lanark in Schottland geboren. Er wuchs in Carmyle, einer kleinen Stadt östlich von Glasgow, auf. In den 1960er Jahren begann er mit dem Fußballspielen. Sein erster Verein war die Jugendmannschaft des Ashfield FC.

### Profiteams
1966 unterzeichnete er einen Vertrag bei Dundee United. Er stand auf Abrufe bereit und arbeitete hauptsächlich als Elektriker. Im September 1975 wechselte er für zwei Jahre zu Dumbarton FC, kehrte aber 1977 zu Dundee zurück. Im Alter von 29 zog sich Smith eine schwere Verletzung am Becken zu, die seiner Karriere einen Dämpfer versetzte. 1980 beendete er seine Karriere. Schon zuvor hatte er wegen seines Unfalls dem Trainerstab von Dundee United angehört.

## Karriere als Trainer
Smith erhielt erste Erfahrungen als Trainer nach seiner Verletzung. Zu der Zeit wurde er in den damaligen Trainerstab von Dundee United um Jim McLean aufgenommen. 1978 wurde er Schottlands U-18 Trainer. In diesem Amt gewann er 1982 die U-18-Europameisterschaft. Zwischen 1982 und 1986 trainierte er das U-21 Team der Schotten, bis er bei der Weltmeisterschaft '86 in Mexiko – Schottland schied in der Vorrunde als Letzter aus – als Alex Fergusons Co-Trainer fungierte. Danach wurde er Co-Trainer bei den Glasgow Rangers. Im Jahr 1991 übernahm Smith seine erste Vereinsmannschaft als Cheftrainer, nachdem Graeme Souness als Trainer bei den Rangers zurückgetreten war. Hier gewann er siebenmal in Folge die Meisterschaft. 1998 verließ er die Rangers wieder. Noch im gleichen Jahr begann er den FC Everton zu trainieren. Smiths Vorgänger war Howard Kendall, sein Nachfolger war 2002 David Moyes. In der Saison 2003/2004 war er kurzzeitig Co-Trainer bei Manchester United. Am 2. Dezember 2004 übernahm der Schotte als Nachfolger des Deutschen Berti Vogts das Amt des Nationaltrainers Schottlands. 2007 kehrte Smith zu den Glasgow Rangers zurück. Dort zog er ins Finale des UEFA-Cups ein, scheiterte jedoch mit 0:2 an Zenit St. Petersburg.

## Erfolge
als Trainer:

mit den Glasgow Rangers:
- Schottische Meisterschaft: (10) 1991, 1992, 1993, 1994, 1995, 1996, 1997, 2009, 2010, 2011
- Schottischer Pokal: (5) 1992, 1993, 1996, 2008, 2009
- Schottischer Ligapokal: (6) 1993, 1994, 1997, 2008, 2010, 2011
- UEFA-Pokal: Finalist 2008

mit der schottischen Nationalmannschaft:
- Kirin Cup: (1) 2006

persönlich:
- Scottish Premier League Trainer des Jahres 2008, 2010
- PFA Scotland Trainer des Jahres 2010
- SFWA Trainer des Jahres 1992, 1993, 1994, 1996, 1997, 2008, 2010